# Primorial
I matematik specielt inden for talteori er primorial en funktion fra de naturlige tal ind i de naturlige tal tilsvarende til fakultet, men i stedet for at gange succesive positive tal ganger denne funktion kun primtal.
Primorial-funktionen angives med et nummertegn efter tallet, f.eks. 5#.

## Definition for primtal
Hvis p er et primtal defineres dets primorial således: 
{\displaystyle p_{n}\#=\prod _{k=1}^{n}p_{k}}, 
hvor pk er det k'te primtal. 
For eksempel er p5# produktet af de første 5 primtal :
{\displaystyle p_{5}\#=11\#=2\times 3\times 5\times 7\times 11=2310.}
Primorials for de første 5 primtal er:
2, 6, 30, 210, 2310 Følge A002110 i OEIS.

## Definition for ikke primtal
For ikke primtal kan primorial defineres således:
{\displaystyle n\#={\begin{cases}1&{\text{hvis }}n=0,\ 1\\(n-1)\#\times n&{\text{hvis }}n{\text{ er et primtal}}\\(n-1)\#&{\text{hvis }}n{\text{ ikke er et primtal}}.\end{cases}}}
For eksempel er 12# produktet af alle primtal ≤ 12:
{\displaystyle 12\#=2\times 3\times 5\times 7\times 11=2310.}
Primorials for tallene fra 0 til 10 er:
1, 1, 2, 6, 6, 30, 30, 210, 210, 210, 210 Følge A034386 i OEIS.

## Primorial primtal
Et primorial primtal er et primtal som er en større eller en mindre end et primorial. F.eks. 29 og 31 primorial primtal, da {\displaystyle 29=5\#-1} og {\displaystyle 31=5\#+1}.
Bemærk ikke alle tal på denne form er primtal, f.eks er {\displaystyle 7\#-1=209=11\times 19}.